# Termodynamické beta
Termodynamické beta je fyzikální veličina vyjadřující vztah mezi termodynamickou teplotou a energií stavů systému. Značí se řeckým písmenem β a je definována vztahem
{\displaystyle \beta \equiv {1 \over kT}\,,}
kde {\displaystyle T} je termodynamická teplota (v Kelvinech) a {\displaystyle k} je Boltzmannova konstanta. Při snižování teploty systému blízko k absolutní nule roste β nade všechny meze. Jednotka termodynamického beta v soustavě SI je reciproký joule značený J−1.
{\displaystyle [\beta ]={1 \over [k][T]}={1 \over {\mathrm {J} .K^{-1}.K}}={\mathrm {J} ^{-1}}}
V částicové fyzice se místo reciprokého joulu běžně používá reciproký elektronvolt značený eV−1.

## Užití
Termodynamické β se zavádí jako zkratka, protože vystupuje v mnoha vztazích statistické fyziky a termodynamiky, jako je Boltzmannův faktor, Planckův vyzařovací zákon, ekvipartiční teorém, Maxwellovo–Boltzmannovo rozdělení, Boseho-Einsteinovo rozdělení, Fermiho–Diracovo rozdělení, partiční suma, kanonické rozdělení, Boltzmannův vztah apod. Například Boltzmannův faktor, který souvisí s pravděpodobností výskytu částice ve stavu s energií {\displaystyle E} při termodynamické rovnováze systému, lze zavedením β zapsat stručně jako {\displaystyle e^{-\beta E}}.

## Statistická definice
Ve statistické fyzice se teplota definuje právě pomocí termodynamického beta. Entropie systému je rovna výrazu {\displaystyle S=k\log \Omega \left(E\right)}, kde {\displaystyle \log } je přirozený logaritmus a Ω je bezrozměrný objem fázového prostoru, v němž je energie systému menší než {\displaystyle E}. Teplota je pak definována vztahem
{\displaystyle {1 \over T}\equiv {\partial S \over \partial E}=k{\partial \log \Omega  \over \partial E}=k{1 \over \Omega }{\partial \Omega  \over \partial E}\,.}
Výraz
{\displaystyle {1 \over \Omega }{\partial \Omega  \over \partial E}={1 \over kT}=\beta }
lze tedy chápat jako statistickou definici termodynamického β.